# Biorbitella orbitalis
Biorbitella orbitalis är en tvåvingeart som först beskrevs av Oswald Duda 1930.  Biorbitella orbitalis ingår i släktet Biorbitella och familjen fritflugor. Inga underarter finns listade i Catalogue of Life.